# Billardiera fraseri
Billardiera fraseri là một loài thực vật có hoa trong họ Pittosporaceae. Loài này được (Hook.) F.Muell. mô tả khoa học đầu tiên năm 1862.
Đây là loài đặc hữu Tây Úc.

## Mô tả
B. fraseri giống như các thành viên khác của chi, Billardiera, là một cây leo gỗ với lá so le.

## Phân loại
Loài thực vật này lần đầu tiên được mô tả bởi  Hooker năm 1836  với danh pháp Spiranthera fraseri, và được sửa đổi bởi Mueller năm 1862 thuộc chi  Billardiera.
Mẫu được thu thập sớm nhất trong một nhà trẻ ở Úc là MEL 0065042A,  được thu thập bởi J.A.L. Preiss trên đồng bằng Swan Coastal, trong cồn cát rừng gần Perth vào ngày 20 tháng 1 năm 1840.